# Васильев, Пётр Васильевич (художник)
Пётр Васильевич Васильев (13 [25] августа 1899, Стайки, Калужская губерния — 22 мая 1975, Москва) — русский советский художник и график.
Член Ассоциации художников Красной Украины. Народный художник РСФСР (1970). Лауреат Сталинской премии первой степени (1947). Создал ряд рисунков и картин, посвящённых В. И. Ленину и И. В. Сталину. Автор почтовых марок.

## Биография
Родился 13 (25) августа 1899 года в деревне Стайки (ныне Хвастовичский район, Калужская область).
В 1907 году семья переезжает в местечко Кривой Рог, где отец устраивается на работу помощником кочегара, затем на шахту. Окончил Криворожское коммерческое училище.
В 1914—1919 годах учился в Одесском художественном училище. С октября 1920 по апрель 1921 года — художник-оформитель в караульном полку в Кривом Роге. В 1921—1926 годах учился в Одесском художественном институте, где его учителями были К. К. Костанди и П. Г. Волокидин.
Умер в 1975 году. Похоронен на Введенском кладбище (1-й участок).

## Творческая деятельность
Среди основных работ художника можно выделить следующие:
- Альбом «Ленин» (1937, 1938, 1944, 1945, 1949).
- Альбом «Владимир Ильич Ленин» (1960, 1962, 1967).
- Станковая серия «Владимир Ильич Ленин» (1943—1945) — хранится в Третьяковской галерее (Москва).
- Серия портретов «Владимир Ильич Ленин» (1946—1947) — хранится Музее В. И. Ленина (Москва). Один из портретов этой серии был «канонизирован» Постановлением ЦК КПСС (1948), как наиболее идеологические верное изображение вождя, и принят в качестве художественного эталона.
- Картина «Чапаев» (1934) — хранится в Центральном музее Вооружённых Сил (Москва).
- Картина «Ленин, Сталин и Молотов в редакции газеты „Правда“» (1937).
- Картина «Ленин в дни Октября» (1943).
- Картина «Выступление В. И. Ленина на Красной площади в 1919 году» (1949) — хранится в Ярославском музее-заповеднике (Ярославль).

Во время Великой Отечественной войны сделал много зарисовок, посвящённых героическому труду советских людей на уральских заводах.

### В филателии
Выполненные им изображения Ленина можно видеть на марках СССР (ЦФА [АО «Марка»] № 1889, 2001—2003, 2307, 2573—2575, 3273 и др.), например, на советских стандартных марках 1961 года (ЦФА [АО «Марка»] #2573—2575; Mi #2484—2486):

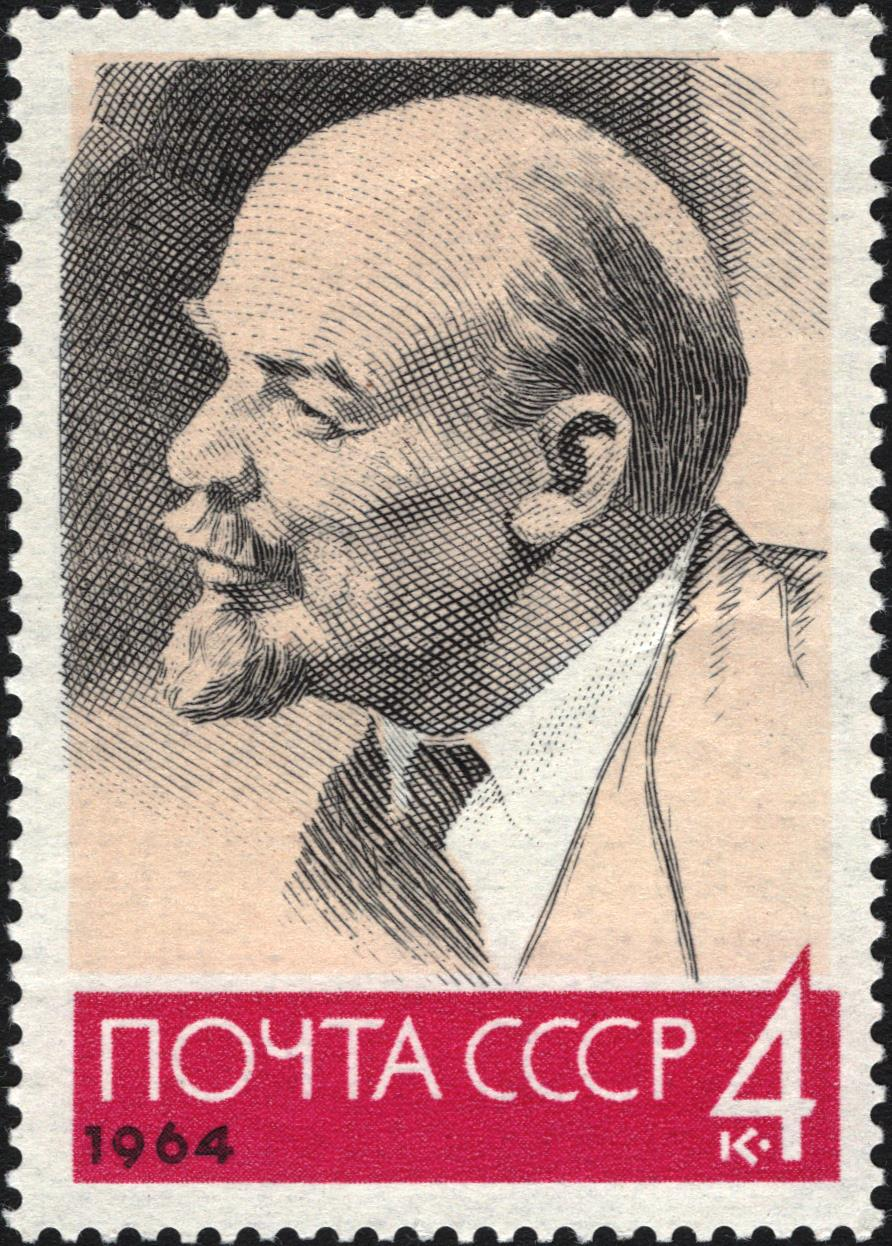
«В. И. Ленин» — лучшая марка СССР 1964 года

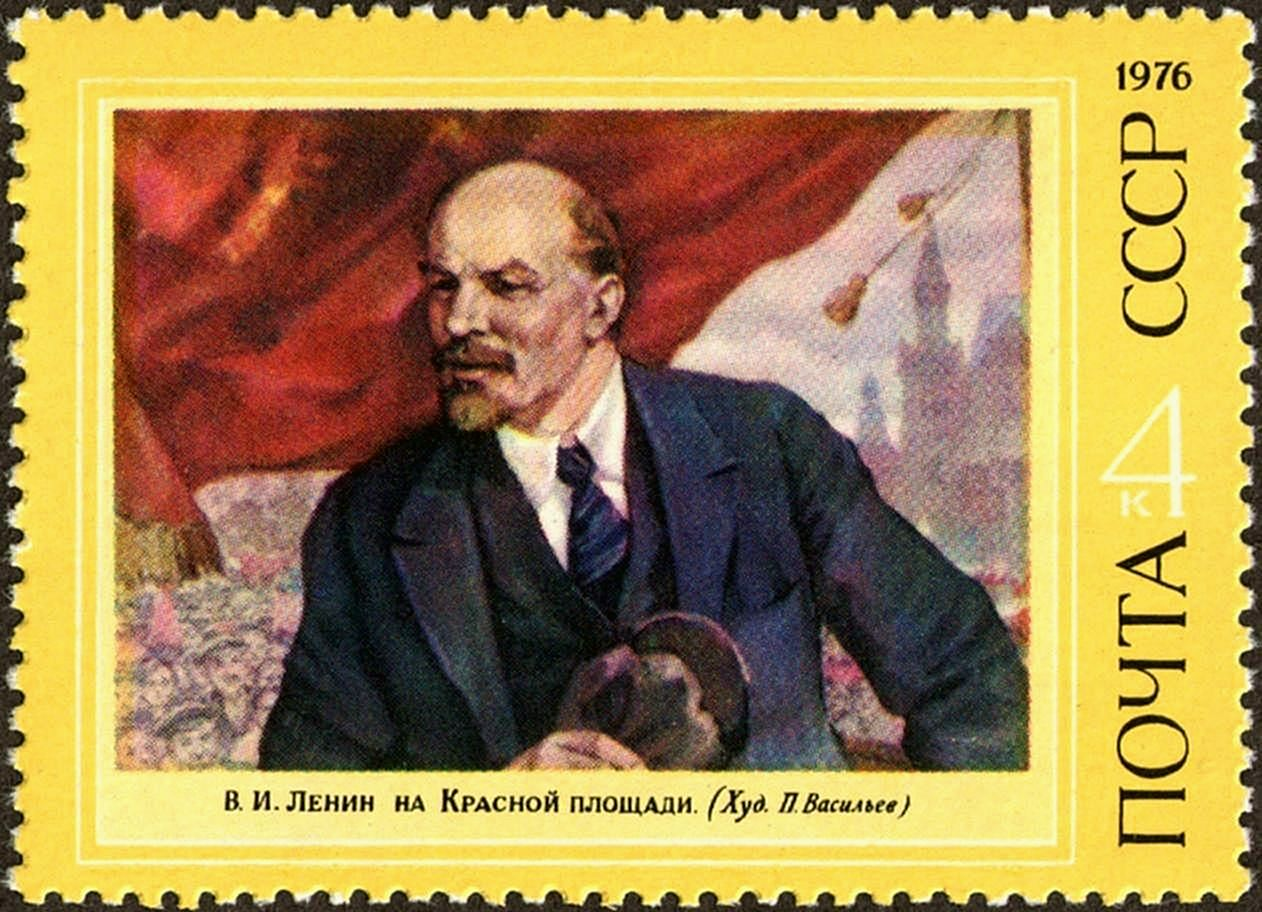
106-я годовщина со дня рождения основателя Коммунистической партии и Советского государства В.И. Ленина. По картине "Ленин на Красной площади"

Марка, выпущенная по его эскизу в честь 94-летия со дня рождения В. И. Ленина, была признана лучшей маркой 1964 года (ЦФА [АО «Марка»] #3026; Sc #2890). Его рисунки и картины помещены также на марках ленинской тематики таких стран, как Монголия, КНДР, Чехословакия, Индия, Сенегал, Того.

## Награды
- Заслуженный деятель искусств РСФСР (1946);
- Сталинская премия 1-й степени (1947) — за произведения графики, посвящённые жизни и деятельности В. И. Ленина;
- Народный художник РСФСР (1970);
- орден Ленина (13.09.1974);
- медали.

## Память
- Памятная доска П. В. Васильеву расположена в Москве на Тверской площади.